# Aulonocnemis anobioides
Aulonocnemis anobioides är en skalbaggsart som beskrevs av Edgar von Harold 1869. Aulonocnemis anobioides ingår i släktet Aulonocnemis och familjen Aulonocnemidae. Inga underarter finns listade.